# Francisco Gallardo (pintor)

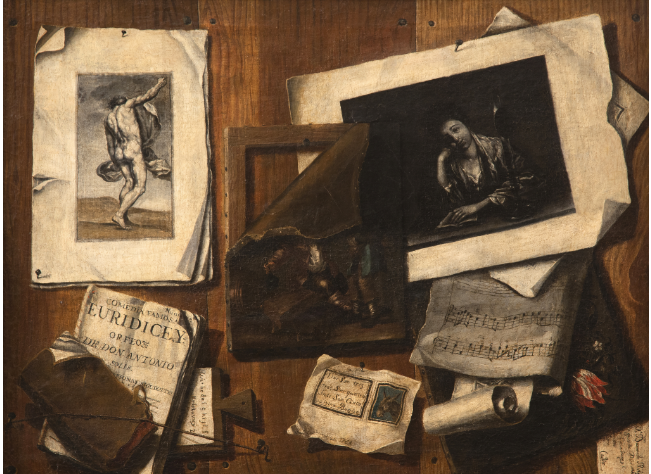
Trampantojo, llamado de la melancolía, firmado «Francisco Gallardo fecit 1764», óleo sobre lienzo, 63,5 x 85 cm, Madrid, adquirido por el Estado para el Museo del Prado

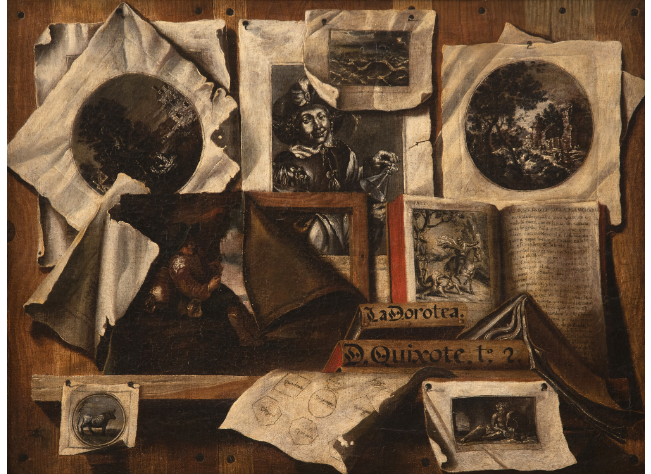
Trampantojo, llamado literario por los ejemplares de obras de Cervantes en él representados, óleo sobre lienzo, 63,5 x 85 cm

Francisco Gallardo (activo en 1764), pintor barroco español conocido exclusivamente por su firma en una serie de cuatro excelentes trampantojos, uno de ellos fechado en 1764.

## Biografía
La dedicatoria en el lienzo conocido como Trampantojo de la melancolía a un don Bernardo Ruiz de Cádiz, a quien se desea guarde Dios muchos años, hace pensar que el artista tuviese su residencia en esta ciudad, o bien que de ella fuese el autor del encargo, pero en todo caso el estilo de sus obras deriva de lo realizado en Sevilla por Bernardo Lorente y Germán. Las cuatro obras conocidas, todas dentro del tipo llamado rincón de estudio, presentan, sujetos con cintas o puntas a una pared de tabla, pequeños y muy maltratados lienzos flamencos con escenas de taberna, estampas, entre las que se reconocen dos puntos de vista del grupo helenístico de los luchadores y la Ninfa y sátiro de Cornelis Schut, papeles diversos (en uno de ellos un soneto acróstico y en otro una adivinanza), partituras musicales, útiles de trabajo (compás, regla, tintero, pinceles, etc.) y algunos libros, sobresaliendo en una de las pinturas un ejemplar del Quijote, abierto por una página con grabado, y otros dos tomos de obras de Miguel de Cervantes cerrados: La Dorotea y la segunda parte del Quijote, y la Comedia famosa de Eurídice y Orfeo de Antonio de Solís en otro de los lienzos.
Procedentes de colección privada madrileña, los cuatro salieron a la venta en Alcalá Subastas en junio de 2022, siendo adquiridos por el Estado que ejerció el derecho de tanteo por 90 000 euros con destino al Museo del Prado.
Un rincón de estudio del mismo carácter que los anteriores pero centrado en un único elemento —un grabado con la figura de Esquilo tomado de los Quinti Horati Flacci emblemata de Otto Vaenius— firmado «En Cádiz, año de 1720 ... Franco. Julo. Gallado F.», ingresó en 2015 en el Museo de Cádiz por donación de la familia a cuyo poder había llegado, transmitido por herencia. A pesar de las semejanzas formales, las diferencias en la firma y la distancia temporal que las separa, unido a la total ausencia de datos biográficos del pintor, impide afirmar con certeza que se trate del mismo autor. De otro género, y muy inferior calidad, es un Santo Tomás de Aquino de colección particular sevillana, firmado «Franco. Gallardo fecit anno...», habiéndose perdido la fecha.